# Vickers Valparaiso
O Vickers Valparaiso foi um bombardeiro leve britânico da década de 1920. Ele foi desenvolvido pela Vickers como um modelo de exportação do modelo Vickers Vixen, foi vendido para Portugal e para o Chile.

## Design e desenvolvimento
O Vickers Valparaiso foi uma derivação direta do Vixen I para propósitos de exportação. Foi renomeado de Vixen para Valparaiso para sua distinção que, por usar equipamento governamental classificado, não estava disponível para exportação. Duas versões estavam disponíveis uma com o mesmo motor utilizado no Vixen o Napier Lion, este conhecido como Vickers Type 93 Valparaiso I, enquanto o Vickers Type 92 Valparaiso II possuía um motor Rolls-Royce Eagle. Além de seus motores, os Valparaisos eram muito semelhantes ao Vixen I, ambos sendo biplanos de baia única com asas de madeira e fuselagens de tubo de aço. Ambas as versões foram compradas por Portugal, que encomendaram dez unidades do Valparaiso I e quatro unidades do Valparaiso II, as aeronaves com os motores Lion foram para o serviço de bombardeiros de reconhecimento aéreo e os com motores mais fracos os Valparaiso II para o serviço de trinadores avançados. Em 1928 Portugal tomou a decisão de obter a licença para a produção do Valparaiso modificado com a adição do motor radial Gnome et Rhône Jupiter, e um único Valparaiso foi modificado pela Vickers para usar o Jupiter, seguido por 13 unidades de produção que receberam a denominação Vickers Type 168 Valparaiso III, estes fabricados pela empresa portuguesa OGMA – Indústria Aeronáutica de Portugal (Oficinas Gerais de Material Aeronáutico).

## Histórico operacional
As aeronaves Portuguesas provaram ser sucedidas em seu serviço, com dois fazendo uma viagem de longa distância de Portugal para suas colônias africanas de Angola e Moçambique e em 1928, com o sucesso da aeronave resultando na decisão de produzir sob licença o Valparaiso III. O motor radial no Valparaiso III também provou-se satisfatório no serviço português, tanto que permaneceu na ativa até 1943, quando foi finalmente substituído por aeronaves Westland Lysander.
Um único Valparaiso I (na verdade o protótipo), foi vendido pela Vickers para o Chile em 1924. Ele foi bem sucedido no serviço chileno, resultando em uma encomenda de mais 18 aeronaves modificadas, que voltou ao nome original de Vixen, como Vixen V.
|  |

## Variantes
- Type 93 Valparaiso I – Versão do Vickers Vixen com motor Napier Lion para exportação, 11 construídos.
- Type 92 Valparaiso II – Versão com motor Rolls-Royce Eagle, 4 construídos.
- Type 168 Valparaiso II – Versão com motor Gnome et Rhône Jupiter para Portugal, 13 construídos sob licença pela OGMA

## Operadores
Chile
- Força Aérea do Chile

 Portugal
- Aeronáutica Militar (Aviação do Exército Português)

## Ligação externa
- Vickers Valparaiso I e II (em português). web.archive.org, visitado em 6 de dezembro de 2022.